# Orbona (bướm đêm)
Orbona là một chi bướm đêm thuộc họ Noctuidae.

## Loài
- Orbona fragariae (Vieweg, 1790)